# Russkaja svadba XVI stoletija
Russkaja svadba XVI stoletija (Russisch: Русская свадьба XVI столетия) is een film uit 1909 van regisseur Vasili Gontsjarov.

## Verhaal
De film laat zien hoe een jonge jongen op de weg per ongeluk een tegemoetkomend rijtuig kantelt waarin een meidoorn reist. Ze was niet gewond. Hij gaat naar huis, waar zijn ouders op hem wachten, die hem willen trouwen met een meisje, dat hij pas op de bruiloft zou mogen zien. Dit meisje bleek dezelfde meidoorn te zijn.

## Rolverdeling
| Acteur                | Personage            |
| --------------------- | -------------------- |
| Aleksandra Goncharova | Bruid                |
| Vasili Stepanov       | Vader van bruid      |
| Andrey Gromov         | Bruidegom            |
| Lidiya Tridenskaya    | Moeder van Bruidegom |
| Pyotr Chardynin       | Vader van Bruidegom  |
| Pavel Biryukov        | P. Biryukov          |
| Ivan Kamsky           |                      |
| Ivan Potemkin         |                      |
| Antonina Pozharskaya  | A. Pozharskaya       |